# Байтали
Байта́ли — село в Україні, в Ананьївській міській громаді Подільського району Одеської області. Населення становить 917 осіб. Розташоване на річці Тилігул.

## Історія
Засновано в 1723 році. Байтали було казенним, тобто державним, селищем.
У деяких джерелах вказується, що назва Байтали перекладається з турецької, як «водопій». Це не так. Водопій турецькою звучить, як «sulama yeri». Але якщо врахувати, що землі цього регіону до появи українців заселяли кочівники ногайські татари і на їхній мові «байтал» — це «кобилиця до 3-х років», а також наявність поруч села з назвою Жеребкове (це смішно,бо село Жеребкове отримало свою назву від імені засновника - польського пана Жеребко) -  можна стверджувати, що це сліди виведення коней для потреб Орди.
У 1866 році зведено храм Різдва Богородиці, який знищено у голод 1923 року. Ще з 1700 років відомо про монастир, але й храм й монастир відновлюється у XXI столітті. 
7 (20) листопада 1917 року, відповідно до Третього Універсалу Української Центральної Ради, увійшло до складу Української Народної Республіки. 
Під час організованого радянською владою Голодомору 1932—1933 років померло щонайменше 9 жителів села.
12 вересня 1967 року села Байтали і Онуфріївка об'єднані в один населений пункт — село Байтали.
У 1975 році відкрито  пам'ятник загиблим у другій світовій війні, автори Г. Бєлали та А. Власов.
З 1980 у приміщені будинку культури відкрито музей.
Було центром Байтальської сільської ради.
У 2009 році на місті старовинного монастиря, де б'є цілюще джерело, відкрито каплицю Царствених страстотерпців.
Діє Байтальський НВК «ЗОШ I—II ступенів-дошкільний навчальний заклад», церква Різдва Пресвятої Богородиці УПЦ, с/г кооператив «Лан», Байтальський сількомунгосп.
12 червня 2020 року, відповідно до Розпорядження Кабінету Міністрів України від № 724-р «Про визначення адміністративних центрів та затвердження територій територіальних громад Одеської області», увійшло до складу Ананьївської міської територіальної громади.
17 липня 2020 року, в результаті адміністративно-територіальної реформи і ліквідації Ананьївського району, село увійшло до складу новоутвореного Подільського району.

## Населення
Згідно з переписом 1989 року населення села становило 1135 осіб, з яких 471 чоловік та 664 жінки.
За переписом населення 2001 року в селі мешкало 909 осіб.

### Мова
Розподіл населення за рідною мовою за даними перепису 2001 року:
| Мова       | Відсоток |
| ---------- | -------- |
| українська | 92,8 %   |
| російська  | 3,6 %    |
| молдовська | 2,94 %   |
| білоруська | 0,44 %   |
| болгарська | 0,11 %   |

## Пам'ятки
- У селі Байтали є джерело, яке вважається в народі цілющим і до якого приходять групи паломників.
- В центрі села розташовано пам'ятник загиблим у Другій світовій війні та братська могила.[13]
- Музей в будинку культури[5]
- Біля села розташоване заповідне урочище «Байтали».

## Відомі уродженці
- Самсонов Юліан Олександрович — український військовик, сержант, полк «Азов», загинув при обороні Маріуполя.

## Галерея

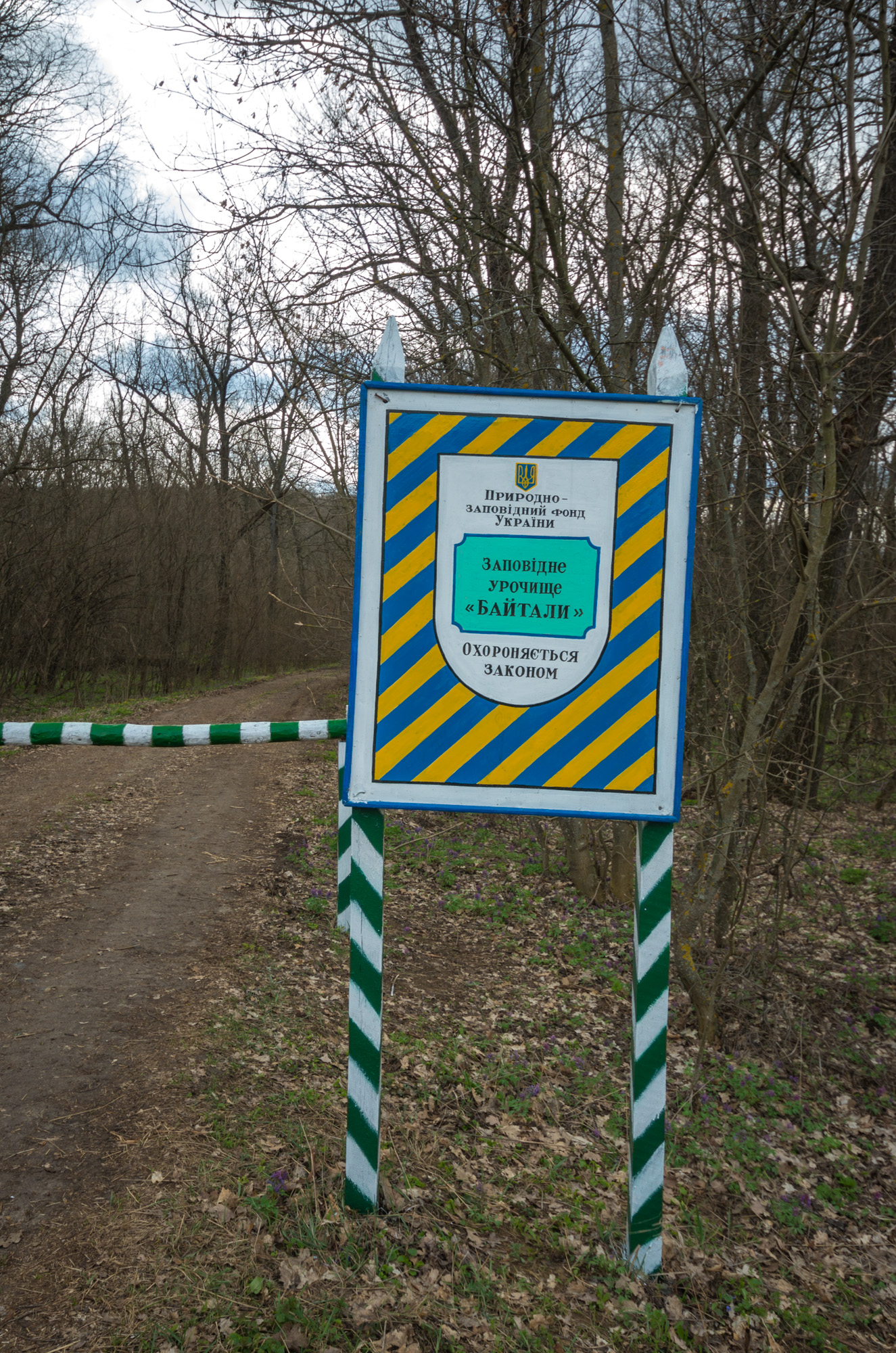